# Cubarral (ort)
Cubarral är en ort i Colombia.   Den ligger i departementet Meta, i den centrala delen av landet, 90 km söder om huvudstaden Bogotá. Cubarral ligger 555 meter över havet och antalet invånare är 2 280.
Terrängen runt Cubarral är varierad. Runt Cubarral är det mycket glesbefolkat, med 4 invånare per kvadratkilometer. Närmaste större samhälle är San Martín, 19,1 km sydost om Cubarral. Omgivningarna runt Cubarral är huvudsakligen savann.